# Jan Kochanowski
Jan Kochanowski, poljski renesančni pesnik, * 1530, Sycyna Północna, Poljska, † 22. avgust 1584, Lublin, Poljska.

## Življenje
Rodil se je v družini sodnika v vasici Sycyna blizu Varšave. Imel je mlajšega brata, Andrzeja Kochanowskega, ki je bil prav tako pesnik in prevajalec. Prvo izobrazbo mu je dala široko razgledana mati, potem pa se je šolal na univerzah v Krakovu, Padovi, Königsbergu in v Parizu med letoma 1544 in 1559. V Italiji se je navduševal nad italijanskimi humanističnimi pisatelji, latinsko meditativno liriko in pesniško erotiko. V Franciji je spoznal pesnika Pierra Ronsarda in uvidel, da je pisanje v domačem jeziku lahko prav tako pesniško kot v latinskem. Leta 1559 se je po materini smrti vrnil na Poljsko in naslednjih 15 let preživel na dvorih. Tam je večinoma ustvarjal šaljive in družabne pesmice, ki so opisovale življenje plemičev na dvorih. Po smrti kralja Zigmunta Avgusta in izvolitvi novega kralja Henrika Valoisa je Kochanowski zapustil dvor. Za stalno se je preselil na svoje posestvo v Czarnolasu. Leta 1575 se je poročil z Doroto Podlowsko in skupaj sta si ustvarila družino. Po smrti hčerke Urške je napisal znameniti cikel Žalostink. Po njeni smrti je izgubil še prvorojenko Hano in kmalu po njej še bližnjega sorodnika. V iskanju pravice za sorodnikov umor se je odpravil v Lublin na dvor, kjer ga je zadela kap in je umrl.

## Delo
Življenje in delo Jana Kochanowskega delimo na tri obdobja – obdobje v Padovi, dvorno obdobje in obdobje v vasi Czarnolas. 
V prvem obdobju je med drugimi napisal himno Czego chcesz od nas, Panie (Kaj hočeš, Gospod, od nas), manifest humanistične religioznosti in slavospev nevidnemu Bogu in njegovemu delu. To delo je znano tudi pod imenoma Hymn in Pieśń XXV.
V drugem obdobju, po letu 1559, nastane največ fraszek (igračk oz. epigramov) in pieśni (pesmi). V tem obdobju je pisal šaljive, družbene pesmice in zbadljivke za dvorjane in plemiče, pisal je tako v latinščini kot tudi v poljščini. Resnejši izmed epigramov iz tega obdobja je fraszka Na lipę (Lipi), ki predstavlja radosti podeželjskega mirnega življenja. Napisal je tudi nekaj primerov pesmi v obliki t. i. pesmi – raki. Besedila so pisana tako, da se berejo od leve proti desni in obratno, s tem da imajo ob branju z desne proti levi obraten pomen. Fraszke je pisal v različnih dolžinah in ritmih. Fraszko Na lipę je leta 1853 v slovenščino prevedel Fran Miklošič.
V tretjem obdobju napiše dramo Odprawa posłów greckih (Zavrnitev grških poslancev, 1578), najpomembnejše delo z antično vsebino in sodobno tendenco, preneseno v zgodbo Iliade. Leta 1579 je izdal Psałterz Dawidów (Davidov psalter), preveden psalter, ki pa ga ni dobesedno prevedel, ampak je vnašal svoje domišljijske elemente in tako ustvaril izvirno pesniško stvaritev.
Leta 1580 je izdal svoj najslavnejši cikel žalostink, Treny. Zbirko devetnajstih žalostink je posvetil svoji umrli dveinpolletni hčerki Urški. Pesmi so avtobiografske, opisujejo faze trpečega in žalujočega človeka. Tematika je smrt in z njo je svet izgubil lepoto in harmonijo, ki pa sta njegovo bistvo. Delo je unikaten primer v poljski in tudi evropski književnosti, saj je celoten cikel posvečen otroku in ne kakšni sveti osebnosti, vladarju ali oboževani ženski.
Med letoma 1585 in 1586 so bile po njegovi smrti izdane zbirke pesmi – Księgi pierwsze (Prve knjige/bukve; zbirka je vsebovala 25 pesmi) in Księgi wtóre (Druge knjige/bukve; zbirka je vsebovala 24 pesmi). Najbolj znan cikel pesmi je Pieśń świętojańska o Sobótce (Šentjanževa pesem o kresu), sielanka (idila), ki govori o harmoničnem vaškem življenju v nasprotju z mestnim. Hkrati je tudi slavospev tradiciji življenja na vasi.

## Literarna dela
- Šahovska igra (Szachy, 1563)
- Sloga (Zgoda, 1564)
- Satir ali divji mož (Satyr albo dziki mąż, 1564)
- Prapor ali pruska poklonitev (Proporzec albo hołd pruski, 1569)
- Kaj hočeš, Gospod, od nas (Czego chcesz od nas, Panie)
- Zavrnitev grških poslancev (Odprawa posłów greckih)
- Šentjanževa pesem o kresu (Pieśń świętojańska o Sobótce, ok. 1575)
- Davidov psalter (Psałterz Dawidów, 1578)
- Žalostinke (Treny, 1580)
- Igračke (Fraszki, 1584)
- Pesmi (Pieśni, 1585)

### Prevodi v slovenščino
- Pesem Lipa oz. Na lipę je leta 1853 Fran Miklošič prevedel v slovenščino.
- Šentjanževo pesem o kresu oz. Pieśń świętojańska o Sobótce je prevedla Rozka Štefan (antologija poljske poezije Prošnja za srečne otoke, 1999).
- Tone Pretnar je prevedel pesmi Pesem in Novoletna pesem (antologija poljske poezije Veter davnih vrtnic, 1993).
- Lojze Krakar je izbral in prevedel pesmi Kochanowskega (med drugimi tudi cikel Žalostink), ki so skupaj s spremno besedo izšle v zbirki Lirika (1976).